# Báječná léta pod psa (film)
Báječná léta pod psa je český film z roku 1997.

## Námět
Film byl natočen podle námětu Michala Viewegha, předlohou byl jeho stejnojmenný román s autobiografickými prvky.
Děj filmu začíná v 60. letech 20. století, kdy se během divadelního představení Čekání na Godota malý Kvido narodí. To asi předurčí jeho další život, neboť se u něj projeví literární nadání. To přináší nejeden problém ve škole i později v dospívání.
Film zároveň líčí i problémy v tehdejším Československu před okupací v roce 1968 i během normalizace. Kvidův otec se za cenu drobných politických ústupků vypracuje na místo vedoucího inženýra, za návštěvu disidenta je však sesazen a skončí jako vrátný. Trpí depresemi, zdá se však, že vše by mohlo vyřešit vnouče.

## Obsazení
| Herec              | Role            |
| ------------------ | --------------- |
| Ondřej Vetchý      | Kvidův otec     |
| Libuše Šafránková  | Kvidova matka   |
| Jan Zahálka        | malý Kvido      |
| Jakub Wehrenberg   | dospělý Kvido   |
| Vladimír Javorský  | Šperk           |
| Vilma Cibulková    | Šperková        |
| Klára Botková      | malá Jaruška    |
| Jitka Ježková      | dospělá Jaruška |
| Vladimír Dlouhý    | Zvára           |
| Miriam Kantorková  | babička Věra    |
| Květa Fialová      | babička Líba    |
| Stanislav Zindulka | dědeček Josef   |
| Otakar Brousek st. | dědeček Jiří    |
| Viktor Preiss      | Holub           |

## Titulní píseň
Titulní píseň Báječná léta pod psa napsal a zpívá Ivan Hlas.

## Nominace na Českého lva
Film byl nominován na Českého lva v šesti kategoriích, žádnou cenu však nezískal.

### Přehled nominací
- Nejlepší film
- Mužský herecký výkon v hlavní roli (Ondřej Vetchý)
- Ženský herecký výkon v hlavní roli (Libuše Šafránková)
- Nejlepší střih (Alois Fišárek)
- Nejlepší scénář (Jan Novák)
- Mužský herecký výkon ve vedlejší roli (Vladimír Javorský)

## Zajímavosti
- Ve filmu zazní ukázky z dobových písní, například originální nahrávka Mám rozprávkový dom, jejímž interpretem je Karel Gott.
- Během scén v kině se objeví ukázky z českých filmů Kladivo na čarodějnice a Spalovač mrtvol.